# Gina McNamara
Gina McNamara (* 5. Dezember 1994) ist eine maltesisch-US-amerikanische Leichtathletin, die sich auf den Mittelstreckenlauf spezialisiert hat und seit Februar 2023 für Malta startberechtigt ist.

## Sportliche Laufbahn
Gina McNamara wuchs in Northville, Michigan, in den Vereinigten Staaten auf und absolvierte ein Studium an der University of Michigan. Erste internationale Erfahrungen sammelte sie im Jahr 2023, als sie bei den Spielen der kleinen Staaten von Europa (GSSE) in Marsa in 2:12,46 min die Goldmedaille im 800-Meter-Lauf gewann und sich auch über 1500 Meter in 4:36,81 min sowie über 5000 Meter in 17:11,32 min die Goldmedaillen sicherte. Anschließend wurde sie bei der 3. Liga der Team-Europameisterschaft im Rahmen der Europaspiele in 2:04,41 min Zweite über 800 Meter und gelangte mit 4:28,28 min auf Rang zwei im 1500-Meter-Lauf. Im Oktober wurde sie bei den Straßenlauf-Weltmeisterschaften in Riga nach 4:53:54 min 25. über die Meile. Im Jahr darauf belegte sie bei den Balkan-Meisterschaften in Izmir in 4:32,59 min den siebten Platz über 1500 Meter und gelangte mit 2:10,34 min auf Rang 15. 2025 siegte sie bei den GSSE in Andorra la Vella in 2:10,01 min erneut über 800 Meter und gewann über 1500 und 5000 Meter jeweils die Silbermedaille. Anschließend wurde sie bei der 3. Liga der Team-Europameisterschaft in Maribor in 2:10,05 min und 4:27,22 min jeweils Erste über 800 und 1500 Meter und kam auch in der Mixed-Staffel über 4-mal 400 Meter zum Einsatz. Daraufhin belegte sie bei den Balkan-Meisterschaften in Volos in 2:02,85 min und 4:16,62 min jeweils den vierten Platz über 800 und 1500 Meter.
2024 wurde McNamara maltesische Meisterin über 800, 1500 und 5000 Meter sowie 2025 über 800 und 1500 Meter sowie in der 4-mal-400-Meter-Staffel.

## Persönliche Bestleistungen
- 800 Meter: 2:02,85 min, 26. Juli 2025 in Volos
  - 800 Meter (Halle): 2:06,53 min, 3. Februar 2024 in Boston (maltesischer Rekord)
  - 1000 Meter (Halle): 2:45,27 min, 28. Januar 2023 in New York City
- 1500 Meter: 4:12,28 min, 6. August 2025 in Montreal (maltesischer Rekord)
  - 1500 Meter (Halle): 4:25,00 min, 11. Februar 2022 in Boston
- 5000 Meter: 16:34,16 min, 3. Mai 2024 in New York (maltesischer Rekord)